# فلوران اشمیت
فلوران اشمیت (به فرانسوی: Florent Schmitt) آهنگساز فرانسوی در ۲۸ سپتامبر ۱۸۷۰ در بلامون Blâmont زاده شد و در ۱۷ اوت ۱۹۵۸ در نویی سور سن Neuilly-sur-Seine در گذشت.

## برخی از آثار
- ۳ سمفونی
- «افسانه» برای ساکسفون آلتو
- «رویاها» برای ارکستر
- چهارنوازی برای ساکسفونها
- چهارنوازی برای فلوتها
- سوناتین برای فلوت، کلارینت و کلاویه
- باله «اُریان و شاهزاده عشق»

## شنیدن آثار
- youtube